# Horst Weinheimer
Horst Weinheimer (* 27. Februar 1930 in Berlin; † 1. Dezember 2017) war ein deutscher Schauspieler, Hörspiel- und Synchronsprecher.

## Leben
Weinheimer, gelernter Autoschlosser, sah im Jahr 1950 erstmals mit Goethes „Faust“ eine Theateraufführung. Davon war er so beeindruckt, dass er sich entschied, selbst Schauspieler zu werden. Er bewarb sich bei der Staatlichen Schauspielschule Berlin und beendete diese mit Erfolg.
Als Horst Schönemann im Jahr 1954 als Oberspielleiter an das Stadttheater Senftenberg berufen wurde, nahm er mehrere Absolventen der Schauspielschule, darunter auch Horst Weinheimer, mit. Gemeinsam mit Horst Schönemann ging dieser 1959 nach Berlin an das Maxim-Gorki-Theater, wo er bis 1965 blieb. Von hier aus ging es anschließend an die Volksbühne Berlin und dann 1968 an das Deutsche Theater.
Weinheimer wirkte von 1956 bis 2009 in über 80 Film-und-Fernsehproduktionen mit.
Horst Weinheimer starb am 1. Dezember 2017 im Alter von 87 Jahren.

## Filmografie (Auswahl)
- 1960: Flucht aus der Hölle
- 1962: Anonymer Anruf
- 1963: Rauhreif
- 1964: Der geteilte Himmel
- 1964: Pension Boulanka
- 1967: Geheimcode B/13 (TV-Vierteiler)
- 1967: Die Räuber
- 1971: Rottenknechte
- 1972: Polizeiruf 110: Die Maske (Fernsehreihe)
- 1973: Polizeiruf 110: Nachttresor
- 1975: Mein lieber Mann und ich
- 1975: Der Staatsanwalt hat das Wort: Hilfe für Maik (Fernsehreihe)
- 1976: Leben und Tod Richard III. (Theateraufzeichnung)
- 1976: Jede Woche Hochzeitstag
- 1977: Polizeiruf 110: Kollision
- 1978: Polizeiruf 110: Die letzte Chance
- 1979: Der Staatsanwalt hat das Wort: Akte Zabel
- 1979: Plantagenstraße 19
- 1979: Polizeiruf 110: Die letzte Fahrt
- 1980: Schauspielereien (Fernsehreihe, 1 Folge)
- 1980: Polizeiruf 110: Der Hinterhalt
- 1981: Das tapfere Schneiderlein
- 1981: Adel im Untergang
- 1982: Berühmte Ärzte der Charité (Fernsehserie, 1 Folge)
- 1983: Die lieben Luder
- 1983: Die traurige Geschichte von Friedrich dem Großen (Theateraufzeichnung)
- 1983: Polizeiruf 110: Der Selbstbetrug
- 1983: Automärchen
- 1984: Polizeiruf 110: Draußen am See
- 1985: Polizeiruf 110: Treibnetz
- 1985: Die Rundköpfe und die Spitzköpfe (Theateraufzeichnung)
- 1985: Polizeiruf 110: Der zersprungene Spiegel (TV-Reihe)
- 1986: Treffpunkt Flughafen (Fernsehserie, 2 Folgen)
- 1987: Polizeiruf 110: Unheil aus der Flasche
- 1988: Jeder träumt von einem Pferd
- 1989: Ein brauchbarer Mann
- 1990: Der zerbrochne Krug
- 1991: Trutz
- 1992: Wolffs Revier (Fernsehserie, 1 Folge)
- 1993: Immer wieder Sonntag (Fernsehserie, 1 Folge)
- 1994: Liebling Kreuzberg (Fernsehserie, 1 Folge)
- 1994–1996: Unser Lehrer Dr. Specht (Fernsehserie, 13 Folgen)
- 1995: Polizeiruf 110: Über Bande
- 1995–2002: Für alle Fälle Stefanie (Fernsehserie, 27 Folgen)
- 1995: Tatort: Bomben für Ehrlicher (Fernsehreihe)
- 1996: Balko (Fernsehserie, 1 Folge)
- 1997: Frauenarzt Dr. Markus Merthin (Fernsehserie, 1 Folge)
- 2009: SOKO Köln (Fernsehserie, 1 Folge)

## Theater
- 1956: Aurel Baranga: Das tolle Lamm (Spiridon) – Regie: Horst Schönemann (Stadttheater Senftenberg)
- 1957: Maxim Gorki: Nachtasyl (Wasja) – Regie: Horst Schönemann (Stadttheater Senftenberg)
- 1959: Maxim Gorki: Feinde (Grekow) – Regie: Hans Dieter Mäde (Maxim-Gorki-Theater Berlin)
- 1959: Walentin Katajew: Zeit voraus (Brigadier Ischtschenko) – Regie: Horst Schönemann (Maxim-Gorki-Theater Berlin)
- 1961: Ewan MacColl: Unternehmen Ölzweig (Soldat) – Regie: Horst Schönemann (Maxim-Gorki-Theater Berlin)
- 1961: Ewan MacColl: Rummelplatz (Soldat Gipsy) – Regie: Hans Dieter Mäde (Maxim-Gorki-Theater Berlin)
- 1962: Pavel Kohout (nach Jules Verne): Die Reise um die Erde in 80 Tagen (Detektiv Fix) – Regie: Horst Schönemann (Maxim-Gorki-Theater Berlin)
- 1965: Slatan Dudow: Der Feigling (Juwelendieb) – Regie: Dieter Kolditz (Maxim-Gorki-Theater Berlin)
- 1965: Peter Hacks: Moritz Tassow (Riepel) – Regie: Benno Besson (Volksbühne Berlin)
- 1966: Max Frisch: Andorra (Soldat) – Regie: Fritz Bornemann (Volksbühne Berlin)
- 1967: Peter Weiss: Marat/Sade (Ausrufer) – Regie: Fritz Bornemann (Volksbühne Berlin)
- 1967: Rolf Schneider: Prozeß in Nürnberg (SS-Aufseher) – Regie: Wolfgang Heinz (Deutsches Theater Berlin)
- 1968: Ariano Suassuna: Das Testament eines Hundes (Räuber) – Regie: Friedo Solter (Deutsches Theater Berlin)
- 1969: Günther Rücker: Der Herr Schmidt (Goldheim) – Regie: Friedo Solter (Deutsches Theater Berlin)
- 1969: Mattias Braun (nach Euripides): Die Troerinnen (Talthybios) – Regie: Wolfgang Heinz (Deutsches Theater Berlin)
- 1969: Werner Heiduczek: Die Marulas (Thomas Marula) – Regie: Dieter Mann (Deutsches Theater Berlin)
- 1970: Horst Kleineidam: Barfuß nach Langenhanshagen (Rohrleger) – Regie: Horst Hiemer (Deutsches Theater Berlin – Kammerspiele)
- 1970: Helmut Baierl: Der lange Weg zu Lenin (Deutscher Feldwebel) – Regie: Adolf Dresen (Deutsches Theater Berlin – Kammerspiele)
- 1970: Hans Magnus Enzensberger: Das Verhör von Habana – Regie: Manfred Wekwerth (Deutsches Theater Berlin)
- 1971: William Shakespeare: Maß für Maß (Pompejus) – Regie: Adolf Dresen (Deutsches Theater Berlin – Kammerspiele)
- 1971: Rolf Schneider: Einzug ins Schloß (Matecka) – Regie: Hans-Georg Simmgen (Deutsches Theater Berlin)
- 1972: William Shakespeare: Leben und Tod Richard des Dritten (Lord Stanley) – Regie: Manfred Wekwerth (Deutsches Theater Berlin)
- 1973: Volker Braun: Die Kipper – Regie: Klaus Erforth/Alexander Stillmark (Deutsches Theater Berlin)
- 1974: Johann Wolfgang von Goethe: Die Geschichte Gottfriedens von Berlichingen mit der eisernen Hand (Bauernführer Georg Metzler) – Regie: Horst Schönemann (Deutsches Theater Berlin)
- 1976: Wassili Schukschin: Tüchtige Leute (Schwarzkopf) – Regie: Wolfgang Heinz (Deutsches Theater Berlin)
- 1977: Heinrich von Kleist: Michael Kohlhaas (Knecht) – Regie: Adolf Dresen (Deutsches Theater Berlin)
- 1979: Jürgen Groß: Trampelpfad (Stepan) – Regie: Günter Falkenau (Deutsches Theater Berlin – Kleine Komödie)
- 1980: William Shakespeare: Ein Sommernachtstraum (Flaut) – Regie: Alexander Lang (Deutsches Theater Berlin)
- 1980: Anton Tschechow: Die Möwe (Schamrajew) – Regie: Wolfgang Heinz (Deutsches Theater Berlin)
- 1981: Tadeusz Różewicz: Weiße Ehe (Vater) – Regie: Rolf Winkelgrund (Deutsches Theater im Maxim-Gorki-Theater Berlin)
- 1981: Walerie Agranowski: Kümmert euch um Malachow – Regie: Horst Weinheimer (Deutsches Theater im Jugendtreff des Palastes der Republik)
- 1983: Bertolt Brecht: Die Rundköpfe und die Spitzköpfe – Regie: Alexander Lang (Deutsches Theater Berlin)
- 1983: Günther Weisenborn: Ramilie von Nevada (Puppe Pa) – Regie: Herbert Fischer (Szenische Lesung in der Akademie der Künste der  DDR)
- 1984: Federico García Lorca: Yerma (Ehemann) – Regie: Klaus Erforth (Deutsches Theater Berlin – Kammerspiele)
- 1985: William Shakespeare: Der Kaufmann von Venedig (Salerio) – Regie: Thomas Langhoff (Deutsches Theater Berlin)
- 1986: Seán O’Casey: Kikeriki (Moorarbeiter) – Regie: Rolf Winkelgrund (Deutsches Theater Berlin)
- 1988: Heiner Müller: Der Lohndrücker (Krüger) – Regie: Heiner Müller (Deutsches Theater Berlin)
- 1990: Heinrich von Kleist: Der zerbrochne Krug (Bauer Tümpel) – Regie: Thomas Langhoff (Deutsches Theater Berlin)
- 1991: Peter Turrini: Der Minderleister („Vater des Stahlkollektivs“) – Regie: Carl-Hermann Risse (Deutsches Theater Berlin)
- 1991: William Shakespeare/Heiner Müller: Hamlet/Maschine (Bernado/Hauptmann/Gentleman/Priester)  – Regie: Heiner Müller (Deutsches Theater Berlin)
- 1992: Klaus Pohl: Karate-Billi kehrt zurück (Arzt Franz Ücker) – Regie: Alexander Lang (Deutsches Theater Berlin)
- 1992: Carl Sternheim: Der Nebbich – Regie: Niels-Peter Rudolph (Deutsches Theater Berlin – Kammerspiele)

## Hörspiele
- 1963: Thorbjørn Egner: Annette und die wilden Räuber (Tobby) – Regie: Fritz Göhler (Kinderhörspiel – Rundfunk der DDR)
- 1964: Ernst Röhl (Nach Johann Peter Hebel): Zundelfrieders Abenteuer – Regie: Maritta Hübner (Kinderhörspiel – Rundfunk der DDR)
- 1969: Fritz Selbmann: Ein weiter Weg – Regie: Fritz-Ernst Fechner (Hörspiel (8 Teile) – Berliner Rundfunk)
- 1970: Michail Filippowitsch Schatrow: Der sechste Juli (Soldat) – Regie: Helmut Hellstorff (Hörspiel – Rundfunk der DDR)
- 1970: Rolf Schneider: Platanenstraße 10 (Fritz) – Regie: Werner Grunow (Hörspiel – Deutschlandsender)
- 1970: Horst Bastian: Deine Chance zu leben – Regie: Detlef Kurzweg (Hörspiel – Rundfunk der DDR)
- 1971: Heinrich Mann: Die Vollendung des Königs Henri Quatre – Regie: Fritz Göhler (Hörspiel – Rundfunk der DDR)
- 1971: Günther Rücker: Portrait einer dicken Frau (Gussmeister) – Regie: Günther Rücker (Hörspiel – Rundfunk der DDR)
- 1971: Boris Djacenko: Der Physiker und die Nixe (Stefan, der Physiker) – Regie: Werner Grunow (Hörspiel – Rundfunk der DDR)
- 1972: Rolf Schneider: Einzug ins Schloß (Matecka) – Regie: Theodor Popp (Hörspiel – Rundfunk der DDR)
- 1972: Uwe Kant: Die Nacht mit Mehlhose – Regie: Wolfgang Beck/Theodor Popp (Rundfunk der DDR)
- 1972: Heinrich von Kleist: Amphitryon (Sosias und Merkur) – Regie: Werner Grunow (Hörspiel – Rundfunk der DDR)
- 1972: Rudolf Bartsch: Der geschenkte Mörder – Regie: Fritz-Ernst Fechner (Kriminalhörspiel – Rundfunk der DDR)
- 1973: Horst Dembny: Der General kommt – Regie: Albrecht Surkau (Kurzhörspiel – Rundfunk der DDR)
- 1973: Werner Gawande: Benders Abschluß (Heinicke) – Regie: Werner Grunow (Hörspiel – Rundfunk der DDR)
- 1973: Johann Wolfgang von Goethe: Geschichte des Götz von Berlichingen mit der eisernen Hand – Regie: Werner Grunow (Hörspiel – Rundfunk der DDR)
- 1974: Herbert Fischer: Autofahrt (Dumper-König) – Regie: Fritz Göhler (Hörspiel – Rundfunk der DDR)
- 1974: Lia Pirskawetz: Vox Humana (Fahrer) – Regie: Fritz Göhler (Hörspiel – Rundfunk der DDR)
- 1974: Wolfgang Müller: Die Spur des Helfried Pappelmann (Muschke, Arbeiter) – Regie: Wolfgang Schonendorf (Hörspiel – Rundfunk der DDR)
- 1974: Helga Schütz: Le Rossignol heißt Nachtigall (Mann) – Regie: Werner Grunow (Hörspiel – Rundfunk der DDR)
- 1974: Helfried Schreiter: Immer wieder (Grigori) – Regie: Werner Grunow (Hörspiel – Rundfunk der DDR)
- 1974: Alexander Wolkow: Der Zauberer der Smaragdenstadt (Erzähler) – Regie: Maritta Hübner (Kinderhörspiel – Rundfunk der DDR)
- 1974: Volksbuch: Die Schildbürger (Marschall, am Kaiserhof) – Regie: Andreas Scheinert (Kinderhörspiel – Litera)
- 1975: Lothar Kleine: Michael Gaismair oder Neun Sätze aus der Heiligen Schrift – Regie: Werner Grunow (Hörspiel – Rundfunk der DDR)
- 1975: Jules Verne: Die Erfindung des Verderbens (6 Rollen) – Regie: Andreas Scheinert (Kinderhörspiel – Rundfunk der DDR)
- 1975: Prosper Mérimée: Die Jacquerie (Gaillon) – Regie: Albrecht Surkau (Hörspiel – Rundfunk der DDR)
- 1975: Brüder Grimm: Der Trommler (2. Mann) – Regie: Dieter Scharfenberg (Kinderhörspiel – Litera)
- 1976: Adolf Glaßbrenner: Antigone in Berlin (Buchdrucker Feist) – Regie: Werner Grunow (Hörspiel (Kunstkopf) – Rundfunk der DDR)
- 1976: Rudolf Bartsch: Der geschenkte Mörder (Herbert Lohm) – Regie: Fritz-Ernst Fechner (Kriminalhörspiel – Rundfunk der DDR)
- 1977: Hans Siebe: Herzogs Frau (Herzog) – Regie: Achim Scholz (Kriminalhörspiel – Rundfunk der DDR)
- 1977: Rudolf Elter: Die Kronzeugin – Regie: Fritz-Ernst Fechner (Kriminalhörspiel – Rundfunk der DDR)
- 1978: Hans Siebe: Sommer in Kriebusch (Gorgas) – Regie: Fritz-Ernst Fechner (Hörspiel – Rundfunk der DDR)
- 1978: Erich Schlossarek Der Aufschub – Regie: Christoph Schroth (Hörspiel – Rundfunk der DDR)
- 1979: Horst Berensmeier: Lösegeld – Regie: Hans Knötzsch (Kriminalhörspiel – Rundfunk der DDR)
- 1979: Leonid Solowjow: Nasreddin in Buchara (Zöllner, Wirt Ali) – Regie: Dieter Scharfenberg (Kinderhörspiel – Litera)
- 1980: Walter Püschel: Das Schulschwein – Regie: Maritta Hübner (Kinderhörspiel – Rundfunk der DDR)
- 1981: Werner Buhss: Hotte, einfach Hotte (Ede) – Regie: Horst Liepach (Hörspiel – Rundfunk der DDR)
- 1981: Samuil Marschak: Das Tierhäuschen (Wolf) – Regie: Maritta Hübner (Kinderhörspiel – Rundfunk der DDR)
- 1981: Brigitte Hähnel: Die Einladung (Mann) – Regie: Barbara Plensat (Hörspiel – Rundfunk der DDR)
- 1981: Katrin Lange: Die Adoption – Regie: Maritta Hübner (Kinderhörspiel – Rundfunk der DDR)
- 1982: Walentin Rasputin: Matjora (Pawel) – Regie: Fritz Göhler (Hörspiel – Rundfunk der DDR)
- 1982: Hans Siebe: Der Tote im fünften Stock (Brigadier Miersch) – Regie: Barbara Plensat (Kriminalhörspiel – Rundfunk der DDR)
- 1984: Peter Gauglitz: Feuer bitte (Schwarz) – Regie: Edith Schorn (Hörspielreihe: Fälle des Kriminalanwärters Marzahn (Nr.: 5) – Rundfunk der DDR)
- 1984: Brigitte Hänel: Erläutern Sie die Herstellung eines Sudes Vollbier – Regie: Horst Liepach (Hörspiel – Rundfunk der DDR)
- 1984: Wilhelm Hampel: Die Karriere (Kombinatsdirektor) – Regie: Joachim Gürtner (Kurzhörspiel aus der Reihe Waldstraße 7 – Rundfunk der DDR)
- 1984: Brüder Grimm: Der Teufel mit den drei goldenen Haaren (Vater) – Regie: Maritta Hübner (Kinderhörspiel – Litera)
- 1985: Hans Siebe: Feuersteine (Borchert) – Regie: Werner Grunow (Kriminalhörspiel – Rundfunk der DDR)
- 1985: Volksbuch: Till Eulenspiegels mehrsteils wohlige Nacht in der Herberg zu Kneiteln (Kürschnergesell) – Regie: Andreas Scheinert, Jürgen Schmidt (Hörspiel – Litera)
- 1987: Franz Fühmann: Rumpelstilzchen (Müller) – Regie: Achim Scholz (Hörspiel – Rundfunk der DDR)
- 1987: Georg Hirschfeld: Pauline (Radtke) – Regie: Werner Grunow (Hörspiel – Rundfunk der DDR)
- 1987: Katrin Lange: Die Brandstifterin (Lühmann) – Regie: Werner Grunow (Hörspielreihe Tatbestand, Nr. 35 – Rundfunk der DDR)
- 1988: Hans Siebe: Porzellan – Regie: Achim Scholz (Kriminalhörspiel – Rundfunk der DDR)
- 1989: Marion Seelig: Das Mädchen Secunda und der Dieb (Kondor) – Regie: Manfred Täubert (Kinderhörspiel – Rundfunk der DDR)
- 1990: Siegfried Stadler: Ein Teddy mit Brille (Mond) – Regie: Rüdiger Zeige (Kinderhörspiel – Rundfunk der DDR)
- 1991: Paul Zech: Das Trunkene Schiff (Zugführer) – Regie: Wolfgang Rindfleisch (Hörspiel – Funkhaus Berlin)
- 1991: Alexander Wolkow: Urfin und seine Holzsoldaten (Enkin Fled, Statthalter) – Regie: Dieter Scharfenberg (Hörspiel – Litera)
- 1991: Edgar Hilsenrath: Das Märchen vom letzten Gedanken – Regie: Peter Groeger (Hörspiel – SFB/HR)
- 1991: Waldemar Bonsels: Die Biene Maja (Eine Hornisse) – Regie: Werner Grunow (Kinderhörspiel – DS Kultur)
- 1991: Linde von Kayserlingk: Aber am meisten mitten im Herzen (Polizist) – Regie: Beate Rosch (Kinderhörspiel/Hörkurzspiel – Funkhaus Berlin)
- 1998: Michail Bulgakow: Der Meister und Margarita – Regie: Petra Meyenburg (Hörspiel (30 Teile) – MDR)
- 1998: Volker Braun: Der Staub von Brandenburg – Regie: Joachim Staritz (Hörspiel – DLF/SFB)
- 2000: Damon Runyon: Butch passt aufs Baby auf (Bulle 1) – Regie: Regine Ahrem (Hörspielreihe: Schwere Jungs und leichte Mädchen, (Nr.: 1) SFB/ORB)
- 2000: Damon Runyon: Blutdruck (Doc) – Regie: Regine Ahrem (Hörspielreihe: Schwere Jungs und leichte Mädchen, (Nr.: 3) – SFB/ORB)
- 2004: Holger Siemann Mordspiel (Berger) – Regie: Christa Kowalski (Kriminalhörspiel – RBB)

## Synchronarbeiten
- 1976: Der Brünette erscheint am Abend (Polen); Rolle: Michal Roman; Schauspieler: Krzysztof Kowalewski
- 1977: Die Olsenbande schlägt wieder zu (Dänemark); Rolle: Meister Hansen; Schauspieler: Paul Hagen[9]
- 1982: Das verhexte Haus (Italien); Rolle: Giorgio; Schauspieler: Renato Pozzetto